# Flexitank

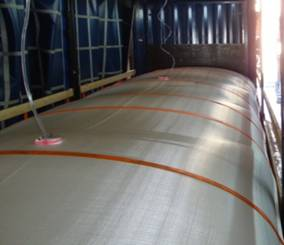
Befüllter Flexitank im Inneren eines Lkw-Aufliegers

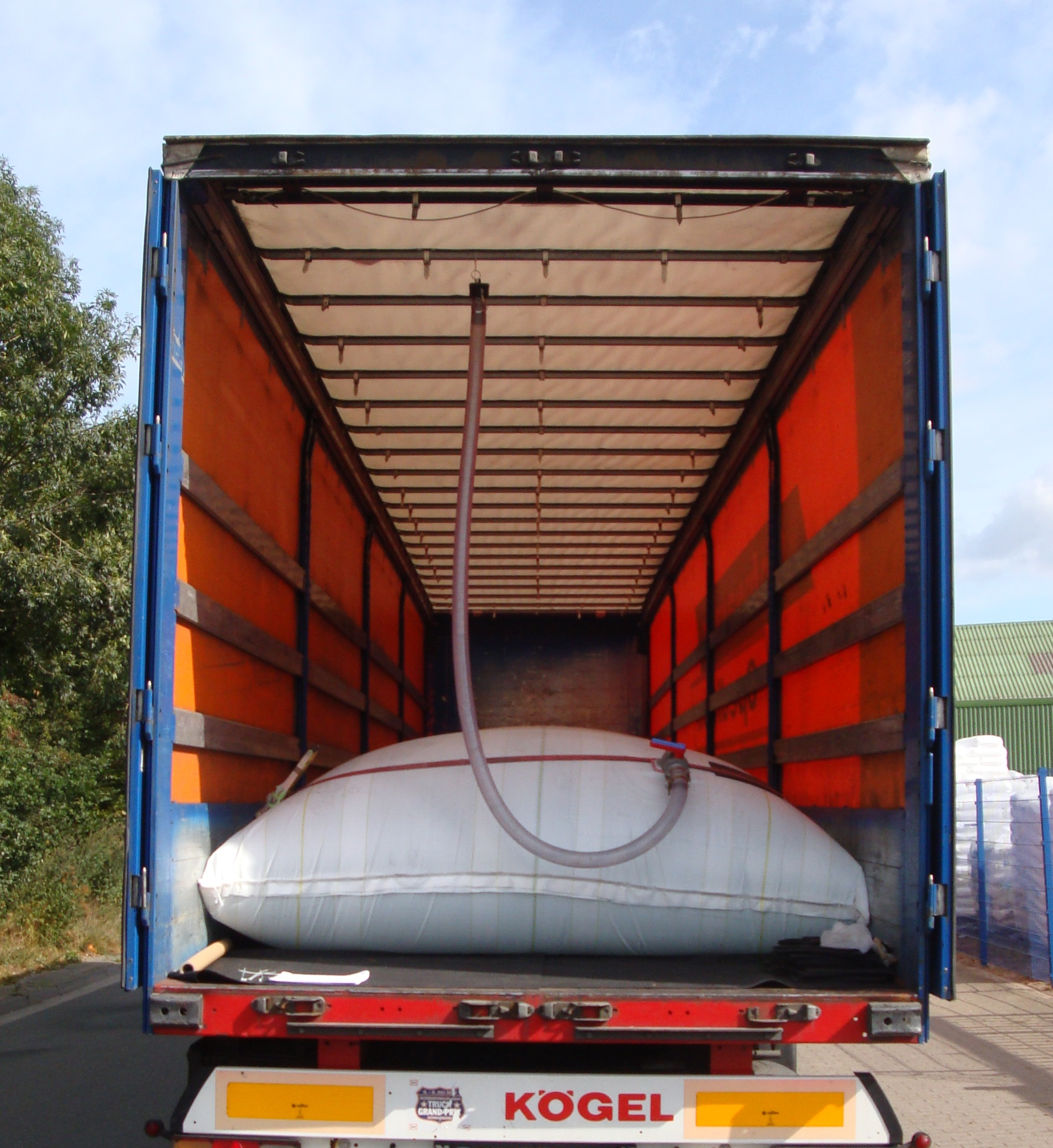
Flexitank im Lkw-Auflieger

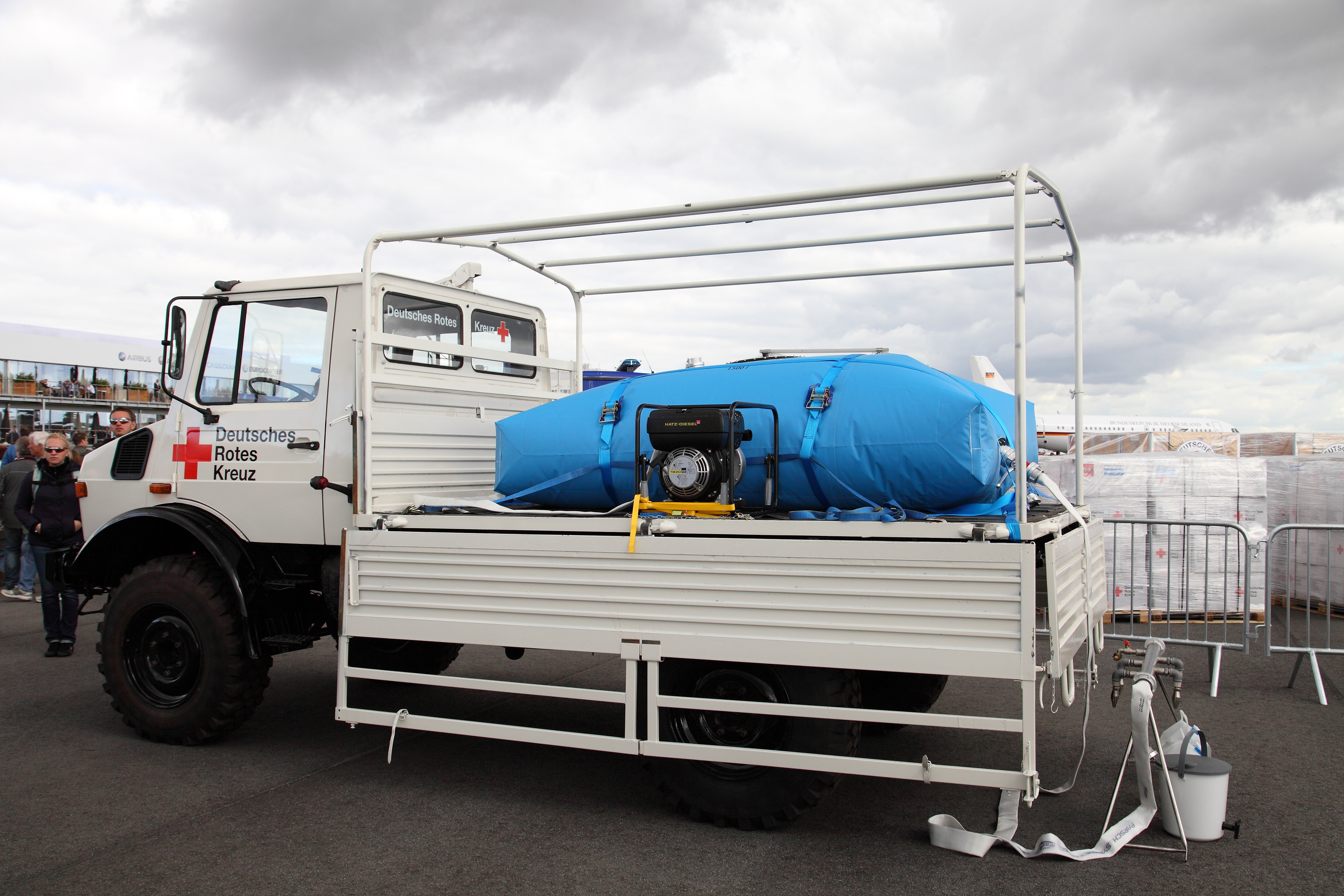
Flexitank zur Notwasserversorgung

Als Flexitank bezeichnet man einen für die Lagerung und Transport von Flüssigkeiten bestimmten Tankbehälter aus Gummigewebe oder sonstigen flexiblen Verbundwerkstoffen. Damit lassen sich Flüssigkeiten (sowohl chemische Stoffe als auch Lebensmittel) lagern und befördern, die nicht unter die Gefahrgutverordnung fallen. Eine Sonderform sind flexible Tanks, die speziell passend auf Lastwagen und in Containern genutzt werden.

## Aufbau und Funktionsweise
Ein Flexitank ist ein beutelartiger Behälter aus strapazierfähigem Gummi- oder Polypropylen-Gewebe. Das Fassungsvermögen bei Lagertanks beträgt bis zu 400.000 Liter, bei verladbaren Tanks der Fahrzeuggröße entsprechend weniger.
Durch ein Ventil wird der Tank befüllt und mit Hilfe eines Entlüftungsventils entlüftet. Die Innenkonstruktion des Tanks besteht aus mehreren Folienlagen. Die Innenlage kann unterschiedlich ausgeführt werden, um die Kompatibilität zum Füllgut zu gewährleisten.
Für den Transport im Lkw-Auflieger wird eine Antirutschmatte verlegt, um die Ladungssicherung zu gewährleisten. Mit Spanngurten wird der Flexitank zusätzlich gesichert, um auch zu verhindern, dass der Inhalt übermäßig schwappen kann.

## Vorteile
Die Flexitanks sind gegenüber festen Tanks preisgünstig und können, leer zusammengefaltet, raumsparend gelagert werden. Besonders Hilfsorganisationen, wie Rotes Kreuz, THW und Feuerwehr haben diese Tanks in Bereitschaft.
Beim Transport wird durch ein geringeres Gewicht der Flexitanks die Ladefähigkeit der Fahrzeuge erhöht, und normale LKW-Ladeflächen können ohne Umbauten zum Transport genutzt werden. Sofern Kammern und Schlingerwände in den Tanks eingebaut sind, können die üblichen Geschwindigkeiten gefahren werden. In der Regel sind Flexitanks wiederverwendbar, es gibt aber auch solche als Einwegprodukt, andere sind für den Lebensmitteltransport zugelassen. Sie werden auch im Rahmen ihrer Belastungsfähigkeit für leicht rieselndes Schüttgut genutzt.